# NGC 2601
NGC 2601 ist eine Balken-Spiralgalaxie vom Hubble-Typ SBa und liegt im Sternbild Fliegender Fisch am Südsternhimmel. Sie ist schätzungsweise 135 Millionen Lichtjahre von der Milchstraße entfernt und hat einen Durchmesser von etwa 65.000 Lichtjahren.
Das Objekt wurde am 5. März 1835 von John Herschel entdeckt.